# Morning Sky
"Morning Sky" is een nummer van de Nederlandse band George Baker Selection. Het verscheen op hun album A Song for You uit 1975. Op 25 oktober van dat jaar werd het uitgebracht als de enige single van het album.

## Achtergrond
"Morning Sky" is geschreven en geproduceerd door George Baker onder zijn echte naam Hans Bouwens. Het werd, na "Sing a Song of Love" en "Paloma Blanca", de derde opeenvolgende single van de groep die de nummer 1-positie in de Nederlandse Top 40 bereikte. Ook in de Nationale Hitparade en een voorloper van de Vlaamse Ultratop 50 werd het een nummer 1-hit. In de rest van Europa werd tevens de top 10 bereikt, waaronder in Duitsland, Oostenrijk, Zweden en Zwitserland.

## Hitnoteringen

### Nederlandse Top 40
| Hitnotering: 25-10-1975 t/m 27-12-1975 | Hitnotering: 25-10-1975 t/m 27-12-1975 | Hitnotering: 25-10-1975 t/m 27-12-1975 | Hitnotering: 25-10-1975 t/m 27-12-1975 | Hitnotering: 25-10-1975 t/m 27-12-1975 | Hitnotering: 25-10-1975 t/m 27-12-1975 | Hitnotering: 25-10-1975 t/m 27-12-1975 | Hitnotering: 25-10-1975 t/m 27-12-1975 | Hitnotering: 25-10-1975 t/m 27-12-1975 | Hitnotering: 25-10-1975 t/m 27-12-1975 | Hitnotering: 25-10-1975 t/m 27-12-1975 | Hitnotering: 25-10-1975 t/m 27-12-1975 |
| Week                                   | 1                                      | 2                                      | 3                                      | 4                                      | 5                                      | 6                                      | 7                                      | 8                                      | 9                                      | 10                                     |                                        |
| -------------------------------------- | -------------------------------------- | -------------------------------------- | -------------------------------------- | -------------------------------------- | -------------------------------------- | -------------------------------------- | -------------------------------------- | -------------------------------------- | -------------------------------------- | -------------------------------------- | -------------------------------------- |
| Nummer                                 | 16                                     | 1                                      | 1                                      | 2                                      | 4                                      | 13                                     | 31                                     | 34                                     | 38                                     | 39                                     | uit                                    |

### Nationale Hitparade
| Hitnotering: 25-10-1975 t/m 29-11-1975 | Hitnotering: 25-10-1975 t/m 29-11-1975 | Hitnotering: 25-10-1975 t/m 29-11-1975 | Hitnotering: 25-10-1975 t/m 29-11-1975 | Hitnotering: 25-10-1975 t/m 29-11-1975 | Hitnotering: 25-10-1975 t/m 29-11-1975 | Hitnotering: 25-10-1975 t/m 29-11-1975 | Hitnotering: 25-10-1975 t/m 29-11-1975 |
| Week                                   | 1                                      | 2                                      | 3                                      | 4                                      | 5                                      | 6                                      |                                        |
| -------------------------------------- | -------------------------------------- | -------------------------------------- | -------------------------------------- | -------------------------------------- | -------------------------------------- | -------------------------------------- | -------------------------------------- |
| Nummer                                 | 12                                     | 3                                      | 1                                      | 3                                      | 6                                      | 14                                     | uit                                    |